# 沃克·柏西
沃克·柏西（Walker Percy，1916年—1990年），美國作家，代表作是《影迷》，曾入選20世紀百大英文小說。